# Central City (Kentucky)
Central City es una ciudad ubicada en el condado de Muhlenberg en el estado estadounidense de Kentucky. En el Censo de 2010 tenía una población de 5978 habitantes y una densidad poblacional de 440,14 personas por km².

## Geografía
Central City se encuentra ubicada en las coordenadas 37°17′49″N 87°7′45″O / 37.29694, -87.12917. Según la Oficina del Censo de los Estados Unidos, Central City tiene una superficie total de 13.58 km², de la cual 13.43 km² corresponden a tierra firme y (1.14%) 0.16 km² es agua.

## Demografía
Según el censo de 2010, había 5978 personas residiendo en Central City. La densidad de población era de 440,14 hab./km². De los 5978 habitantes, Central City estaba compuesto por el 87.49% blancos, el 9.75% eran afroamericanos, el 0.17% eran amerindios, el 0.13% eran asiáticos, el 0.02% eran isleños del Pacífico, el 0.8% eran de otras razas y el 1.64% pertenecían a dos o más razas. Del total de la población el 2.21% eran hispanos o latinos de cualquier raza.